# Gaio Cassio Longino
Gaio Cassio Longino (in latino: Gaius Cassius Longinus, pronuncia classica o restituta: [ˈɡaːɪ.ʊs ˈkassɪ.ʊs ˈlɔŋɡɪnʊs]; Roma, 87/86 a.C. – Filippi, 3 ottobre 42 a.C.) è stato un politico romano, tra i promotori della congiura che causò l'uccisione di Gaio Giulio Cesare nel 44 a.C.

## Biografia
Nato molto probabilmente intorno all'87 o all'86 a.C., Cassio appartenne alla gens Cassia, una famiglia patrizia riuscita ad accedere al consolato agli inizi del II secolo a.C. Nel sesto decennio a.C. Cassio, dopo il matrimonio con Tertulla, figlia di Servilia, sembrò avvicinarsi al partito degli Optimates guidato da Catone Uticense.

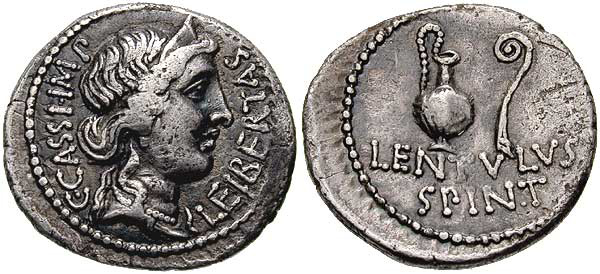
Moneta coniata da Longino

Prese parte alla guerra contro i Parti, al fianco di Marco Licinio Crasso, salvandosi dal disastro di Carre del 53 a.C., e riuscendo a respingere una loro successiva invasione che si era spinta fin sotto le mura di Antiochia. Nominato tribuno della plebe nel 49 a.C., allo scoppio della guerra civile si schierò dalla parte di Pompeo, che gli affidò il controllo di parte della sua flotta nelle acque del Mediterraneo. Dopo la battaglia di Farsalo e la morte di Pompeo in Egitto, egli decise di beneficiare della clemenza di Cesare: lo raggiunse dunque in Cilicia, vicino Tarso, da dove il dittatore stava pianificando l'attacco a Farnace. Nonostante il suo rapporto con Cesare si fosse consolidato, Cassio decise, nel 44 a.C., di allontanarsi dalla corrente politica di Cesare per essere uno degli organizzatori del complotto che portò costui alla morte.
Dopo l'assassinio del dittatore, Cassio insieme a Bruto, figlio di Servilia, fuggì da Roma, timoroso delle rappresaglie messe in atto da Marco Antonio (luogotenente di Cesare) e dal giovane ed emergente Ottaviano (futuro primo imperatore di Roma con il nome di Augusto). Come si apprende da un'epistola scritta a Cicerone poco prima della battaglia di Modena, Cassio ottenne brillanti successi in Oriente. Recatosi ad Apamea, dove era assediata dai cesariani una legione pompeiana al comando di Quinto Cecilio Basso, riuscì a convincere i capi cesariani sul posto, Lucio Staio Murco e Quinto Marcio Crispo, a defezionare con le loro sei legioni e passare dalla sua parte. Poco dopo giunse dall'Egitto Aulo Allieno con altre quattro legioni, che a sua volta si unì a Cassio. Secondo alcune fonti Marcio Crispo tuttavia rifiutò di servirlo. Cassio disponeva ora di numerose legioni e si mosse per affrontare il cesariano Publio Cornelio Dolabella, che in precedenza aveva vinto e ucciso il cesaricida Gaio Trebonio.
Tuttavia i due cospiratori non riuscirono a farla franca. Nel frattempo era stata emanata la lex Pedia, che condannava all'esilio i cesaricidi.
Cassio e Bruto vennero affrontati nella battaglia di Filippi il 3 ottobre del 42 a.C. da Marco Antonio e Ottaviano. Cassio fu sconfitto da Marco Antonio; pensando che anche Bruto fosse stato sconfitto diede ordine ad un suo schiavo, Pindarus, di ucciderlo, usando la stessa daga con cui aveva pugnalato Cesare; Bruto, nonostante la parziale vittoria ottenuta su Ottaviano, fu successivamente raggiunto ed accerchiato dagli uomini di Marco Antonio. Il 23 ottobre del 42 a.C. Bruto, vedendosi sconfitto, si suicidò.
Plutarco riferisce che Cassio era seguace di Epicuro.
Cassio viene definito da più fonti come Ultimus Romanorum, l'ultimo dei romani a incarnare i valori e lo spirito romano: il riferimento è in Tacito, che cita a sua volta lo storico Cremuzio Cordo: «Sotto il consolato di Cornelio Cosso e Asinio Agrippa fu sottoposto a giudizio Cremuzio Cordo per un reato di nuovo genere, noto allora per la prima volta: negli annali da lui scritti, dopo aver elogiato M. Bruto, aveva chiamato Cassio l'ultimo dei romani".

## Letteratura
Dante lo pone nell'ultimo girone dell'Inferno (Inferno, XXXIV, 64-67), la Giudecca, ove si puniscono i traditori dei benefattori. Assieme a Giuda Iscariota ed a Marco Giunio Bruto, è costantemente maciullato dalle fauci di Lucifero.
Cassio è uno dei protagonisti della tragedia Giulio Cesare di William Shakespeare.